# Anapriona submaculosa
Anapriona submaculosa là một loài bọ cánh cứng trong họ Cerambycidae.